# Melinda Gordon
Melinda Irene Gordon è un personaggio immaginario, protagonista della serie televisiva statunitense Ghost Whisperer - Presenze, creata dal regista John Gray.
L'attrice che interpreta il ruolo di Melinda è Jennifer Love Hewitt.

## Biografia
Melinda, nata il 9 settembre 1983, possiede fin da bambina il dono di vedere gli spiriti dei defunti e di comunicare con loro, come quasi tutte le donne della sua famiglia. Dopo il matrimonio con Jim Clancy, un affascinante paramedico, si è trasferita a Grandview, cittadina che fa da sfondo alla stragrande maggioranza degli episodi del telefilm.
A una vita apparentemente normale, Melinda affianca la missione, affidatale dalla sua amatissima nonna materna Mary, di aiutare gli spiriti dei defunti ad abbandonare in pace la vita terrena, per "passare oltre" e "entrare nella luce", cioè nell'aldilà. La madre, Beth Gordon, possiede lo stesso dono della figlia e di sua madre, ma spesso e volentieri ha rifiutato questa capacità perché, come ammette lei stessa in un episodio, non è in grado di sopportare il dolore che gli spiriti portano con sé.

## Apparizioni

### Stagione 1
Melinda e Jim si trasferiscono nella piccola città di Grandview, dove Melinda apre un piccolo negozio di antiquariato, chiamato Antico come nuovo (The Same As It Never Was ANTIQUES), che subirà molti danni nel successivo sviluppo della trama durante le stagioni della serie. A Grandview, Melinda stringe un profondo legame di amicizia con Andrea Marino, ex brillante avvocatessa di New York, alla ricerca di una vita tranquilla. Andrea diviene socia di Melinda e partecipe del suo segreto.
Nella prima stagione, Melinda ha un nemico: uno spirito maligno, il perfido Romano, che appare come un nero figuro, sempre accompagnato da una musica inquietante, con la missione di intrappolare nel mondo terreno le anime dei defunti. Lo scontro tra i due è inevitabile, e reso più drammatico dal fatto che Andrea Marino, morta tragicamente in un incidente aereo, cade nelle mani di Romano, insieme ad alcune delle altre vittime.

### Stagione 2
L'inizio della seconda stagione vede Melinda ancora alle prese con Romano e con le anime che lo spirito malvagio ha intrappolato. La ragazza riesce a sconfiggerlo e a far passare oltre gli spiriti, tra cui la sua amica Andrea, in un tripudio di commozione. Al fianco di Melinda Gordon e di suo marito Jim Clancy compaiono personaggi comprimari, come la vedova Delia Banks, suo figlio Ned e Rick Payne, un docente universitario esperto dell'occulto.
Delia diviene la nuova socia di Melinda, ma deve passare del tempo prima che Melinda riveli a lei e a suo figlio Ned il suo segreto. Ned crede subito a Melinda; Delia, al contrario, rimane scettica a lungo, prima di fidarsi totalmente della sua nuova migliore amica. Anche Rick Payne è messo al corrente del potere di Melinda.
In questa stagione il nemico di Melinda è il suo fratellastro, Gabriel Lawrence, un individuo ambiguo in stretto contatto anch'egli con il mondo dei fantasmi. Nell'ultima puntata Melinda ha un'esperienza di morte, durante la quale le pare di incontrare suo padre, che le rivela del fratello. La ragazza è salvata da quattro bambini, legati ai cosiddetti "Cinque segni" che sono il filo conduttore della serie.

### Stagione 3
Nella terza stagione si dipanano molti particolari sulla famiglia di Melinda. Mentre è alla ricerca del padre, Beth, sua madre, cerca di convincerla a lasciare Grandview e gli spiriti legati alla città, ma Melinda capisce di essere legata alla cittadina. Scopre anche di essere la sorellastra di Gabriel e che Tom Gordon non è il suo padre biologico; incontra lo spirito di una sua antenata, di nome Tessa, che le rivela di essere stata anche lei una medium e le mostra la città dove morì, situata sotto Grandview, dove rivedrà per il fantasma di Tom Gordon, suo padre. Il nemico della stagione è l'Uomo Mascherato, risvegliato dalla presenza di Melinda nella città sotterranea sotto Grandwiew che poi si scoprirà essere in realtà il suo vero padre, Paul Eastman, incastrato e successivamente ucciso da Tom Gordon -allora procuratore- per l'omicidio di un bambino Michael Wilkins. In realtà egli -medium come Melinda-, aveva trovato solamente il corpo guidato dallo spirito del ragazzino. Tom, sentendosi minacciato dalle scoperte fatte da Melinda, decide di portarla nella prima casa della sua infanzia per farle ricordare completamente tutto della notte dell'omicidio di Paul Eastman, che interverrà per salvare sua figlia quando questa invocherà il suo aiuto, uccidendo quindi Tom che diventa uno spirito oscuro e riuscendo finalmente a passare oltre, non prima di aver salutato un'ultima volta Beth e Melinda.

### Stagione 4
La quarta stagione introduce due nuovi personaggi. Eli James è uno psicologo che, dopo un'esperienza ai confini della morte, diviene anch'egli capace di sentire i fantasmi (solo sentirli, non vederli). Il suo potere non è nemmeno paragonabile a quello di Melinda, ma si dimostra utile in diverse occasioni. Eli inoltre succede a Zoe, la sua fidanzata, nel ruolo di Guardiano del Libro dei Cambiamenti, alla morte della ragazza. Carl, invece, è un fantasma che fa da guida e osservatore, e porta Melinda alla scoperta di nuove entità: gli "spiriti bianchi".
Nel corso della stagione, Melinda affronta un aborto e la morte del marito Jim, che però si reincarna nel corpo di un uomo appena defunto, Sam. La fusione tra l'anima di Jim e il corpo di Sam non è semplice poiché Jim perde la memoria (prezzo che ha dovuto pagare per aver ingannato la morte), ma l'amore di Jim prevale e la recupera. Jim/Sam sposa Melinda e, a coronare la gioia del momento, arriva la notizia che Melinda è incinta da prima dell'incidente di Jim.

### Stagione 5
Si assiste a un salto temporale di 5 anni: Jim/Sam e Melinda hanno avuto un figlio, Aiden, in grado di vedere non solo i fantasmi, ma anche gli sfavilli, cioè le anime dei bambini passati oltre.
In questa stagione Melinda è alle prese con le ombre a cui interessano fortemente i bambini, per cui è sempre in pensiero per Aiden, che viene protetto anche da Carl.
Continuerà la sua missione nel fare passare oltre gli spiriti e alla fine sarà proprio Aiden a salvare sua madre dalle ombre.

## Abilità
Melinda è una medium e, in quanto tale, è fortemente connessa con il mondo degli spiriti dei morti. Oltre a vedere e comunicare con i fantasmi, talvolta ha visioni e fa sogni premonitori.